# Mieczysław Trętowski
Mieczysław Franciszek Trętowski (ur. 9 lutego 1919 w Grabowie, zm. ?) – polski rzemieślnik, mistrz stolarstwa, poseł na Sejm PRL V kadencji (1969–1972). 

## Życiorys
Zawodu stolarza uczył się w Przasnyszu, po czym podjął pracę w Warszawie. W 1940 wywieziony na roboty przymusowe w głąb Niemiec. Po zakończeniu II wojny światowej uzyskał tytuł mistrza stolarstwa. Prowadził własny zakład w Nowym Dworze Mazowieckim. W 1956 został starszym cechu. Od 1960 w szeregach Stronnictwa Demokratycznego (był m.in. wiceprzewodniczącym Powiatowego Komitetu). W 1969 uzyskał mandat posła na Sejm PRL V kadencji z okręgu Ciechanów. Pracował w Komisji Przemysłu Lekkiego, Rzemiosła i Spółdzielczości Pracy. 
Odznaczony Srebrnym Krzyżem Zasługi.